# Esmans
Esmans és un municipi francès, situat al departament de Sena i Marne i a la regió de Illa de França. L'any 2007 tenia 862 habitants.
Forma part del cantó de Montereau-Fault-Yonne, del districte de Provins i de la Comunitat de comunes del Pays de Montereau.

## Demografia

### Població
El 2007 la població de fet d'Esmans era de 862 persones. Hi havia 327 famílies, de les quals 66 eren unipersonals (31 homes vivint sols i 35 dones vivint soles), 113 parelles sense fills, 109 parelles amb fills i 39 famílies monoparentals amb fills.
La població ha evolucionat segons el següent gràfic:
Habitants censats

### Habitatges
El 2007 hi havia 372 habitatges, 338 eren l'habitatge principal de la família, 15 eren segones residències i 19 estaven desocupats. 354 eren cases i 16 eren apartaments. Dels 338 habitatges principals, 294 estaven ocupats pels seus propietaris, 32 estaven llogats i ocupats pels llogaters i 12 estaven cedits a títol gratuït; 2 tenien una cambra, 14 en tenien dues, 63 en tenien tres, 103 en tenien quatre i 157 en tenien cinc o més. 267 habitatges disposaven pel capbaix d'una plaça de pàrquing. A 147 habitatges hi havia un automòbil i a 169 n'hi havia dos o més.

### Piràmide de població
La piràmide de població per edats i sexe el 2009 era:
| Homes | Edats   | Dones |
| ----- | ------- | ----- |
| 0     | 95 o +  | 0     |
| 0     | 90 a 94 | 4     |
| 0     | 85 a 89 | 8     |
| 4     | 80 a 84 | 8     |
| 12    | 75 a 79 | 12    |
| 36    | 70 a 74 | 12    |
| 8     | 65 a 69 | 20    |
| 20    | 60 a 64 | 24    |
| 36    | 55 a 59 | 12    |
| 40    | 50 a 54 | 40    |
| 40    | 45 a 49 | 32    |
| 20    | 40 a 44 | 40    |
| 36    | 35 a 39 | 44    |
| 16    | 30 a 34 | 12    |
| 28    | 25 a 29 | 20    |
| 20    | 20 a 24 | 16    |
| 44    | 15 a 19 | 32    |
| 28    | 10 a 14 | 28    |
| 12    | 5 a 9   | 12    |
| 24    | 0 a 4   | 12    |

## Economia
El 2007 la població en edat de treballar era de 553 persones, 406 eren actives i 147 eren inactives. De les 406 persones actives 376 estaven ocupades (196 homes i 180 dones) i 31 estaven aturades (14 homes i 17 dones). De les 147 persones inactives 67 estaven jubilades, 43 estaven estudiant i 37 estaven classificades com a «altres inactius».

### Ingressos
El 2009 a Esmans hi havia 350 unitats fiscals que integraven 911,5 persones, la mediana anual d'ingressos fiscals per persona era de 20.887 €.

### Activitats econòmiques
Dels 42 establiments que hi havia el 2007, 2 eren d'empreses extractives, 2 d'empreses de fabricació d'altres productes industrials, 10 d'empreses de construcció, 11 d'empreses de comerç i reparació d'automòbils, 1 d'una empresa de transport, 3 d'empreses d'hostatgeria i restauració, 1 d'una empresa d'informació i comunicació, 2 d'empreses immobiliàries, 4 d'empreses de serveis, 1 d'una entitat de l'administració pública i 5 d'empreses classificades com a «altres activitats de serveis».
Dels 11 establiments de servei als particulars que hi havia el 2009, 1 era un taller de reparació d'automòbils i de material agrícola, 3 paletes, 1 guixaire pintor, 1 fusteria, 3 lampisteries, 1 empresa de construcció i 1 restaurant.
L'únic establiment comercial que hi havia el 2009 era una botiga de mobles.
L'any 2000 a Esmans hi havia 9 explotacions agrícoles que ocupaven un total de 504 hectàrees.

## Equipaments sanitaris i escolars
El 2009 hi havia una escola elemental integrada dins d'un grup escolar amb les comunes properes formant una escola dispersa.

## Poblacions més properes
El següent diagrama mostra les poblacions més properes.